# Демократический и независимый кабо-вердианский союз
Демократический и независимый кабо-вердианский союз (порт. União Caboverdiana Independente e Democrática, UCID) — консервативная политическая партия на Кабо-Верде.

## История
Партия тесно связана с Демократическим союзом Кабо-Верде, партией, которая возникла на Юридическом конгрессе Кабо-Верде 23 февраля 1975 года. Она была отстранена от переговоров о независимости Кабо-Верде с правительством Португалии.
Демократический и независимый кабо-вердианский союз был официально создан в Лиссабоне, Португалия, в 1981 году группой правоцентристских эмигрантов из Кабо-Верде. Когда в начале 1990-х годов была введена многопартийная политика, партия не участвовала в парламентских выборах 1991 года из-за того, что не смогла вовремя подать документы для подачи заявки. На внутренних выборах в 1993 году новым лидером партии был избран Селсо Селестино.
На парламентских выборах 1995 года партия получила всего 2369 голосов (1,5 %), не сумев получить ни одного места. Она поддержала действующего президента Антониу Маскаренхаса Монтейру из Движения за демократию на президентских выборах 1996 года, на которых Монтейру победил без сопротивления.
В ходе подготовки к парламентским выборам в январе 2001 года партия присоединилась к Демократическому альянсу за перемены, коалиции, включающей Партию демократического сближения и Партию труда и солидарности. Альянс получил 6 % голосов, завоевав два места в Национальной ассамблее. На президентских выборах месяц спустя кандидат от Демократического альянса за перемены Хорхе Карлос Фонсека занял третье место из четырех кандидатов, набрав 3 % голосов.
Демократический и независимый кабо-вердианский союз участвовал только в парламентских выборах 2006 года, получив два места с 2,6 % голосов. Он не выдвинул кандидата на президентских выборах, которые состоялись позднее в этом году. Он сохранил оба места на парламентских выборах 2011 года, увеличив свою долю голосов до 4,4 %. Он не выдвигал кандидата на президентских выборах 2011 года. После парламентских выборов 2016 года партия получила три места.

## История выборов

### Президентские выборы
| Выборы | Кандидат от партии                                                  | Голоса     | %          | Голоса     | %          | Результат |
| Выборы | Кандидат от партии                                                  | Первый тур | Первый тур | Второй тур | Второй тур | Результат |
| ------ | ------------------------------------------------------------------- | ---------- | ---------- | ---------- | ---------- | --------- |
| 1996   | Поддержан Антониу Маскареньяс Монтейру (Движение за демократию)     | 81,821     | 92.1 %     | -          | -          | Выбран    |
| 2001   | Поддержан Хорхе Карлос Фонсека (Демократический альянс за перемены) | 5,142      | 3.88 %     | -          | -          | Не выбран |

### Выборы в Национальную ассамблею
| Выборы | Голоса              | %      | Места   | +/- | Позиция | Результат     |
| ------ | ------------------- | ------ | ------- | --- | ------- | ------------- |
| 1995   | 2,369               | 1.54 % | 0 из 72 | ▬   | ▲ 4     | Вне ассамблеи |
| 2001   | 8,389 как часть ДАП | 6.12 % | 2 из 72 | ▲ 2 | ▲ 3     | Оппозиция     |
| 2006   | 4,495               | 2.64 % | 2 из 72 | ▬   | ▬ 3     | Оппозиция     |
| 2011   | 9,842               | 4.39 % | 2 из 72 | ▬   | ▬ 3     | Оппозиция     |
| 2016   | 15,488              | 6.87 % | 3 из 72 | ▲ 1 | ▬ 3     | Оппозиция     |
| 2021   | 19,810              | 8.8 %  | 4 из 72 | ▲ 1 | ▬ 3     | Оппозиция     |